# ヘンリー・グレイ (第3代スタンフォード伯爵)
第3代スタンフォード伯爵ヘンリー・グレイ（英語: Henry Grey, 3rd Earl of Stamford、1685年6月10日 – 1739年11月16日）は、グレートブリテン王国の貴族。奇抜な建物を建てたことで知られた。

## 生涯

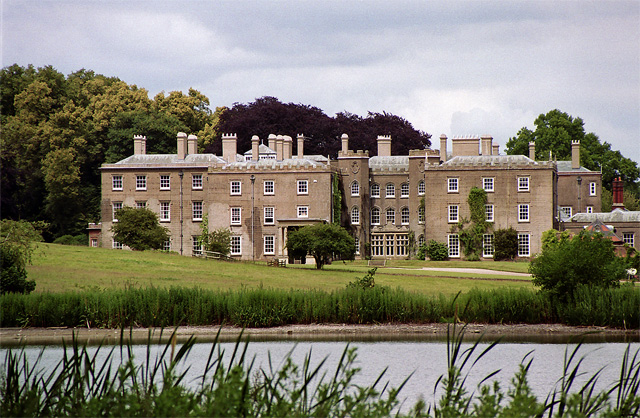
第3代スタンフォード伯爵が住んだ邸宅エンヴィル・ホール。

ジョン・グレイ（初代スタンフォード伯爵ヘンリー・グレイの三男）と2人目の妻キャサリン・ウォード（第7代ダドリー男爵および第2代ウォード男爵エドワード・ウォードの娘）の長男として、1685年6月10日に生まれた。
1720年1月31日に従兄のトマス・グレイ（伯父トマスの息子）が死去すると、スタンフォード伯爵の爵位を継承した。その後、同じくグレイ家所有のブラッドゲート・パークの領地も継承して、2つの領地を統一した。以降はエンヴィル・ホールに住み、ブラッドゲート・パークは荒廃した。
1739年11月6日に死去、長男ハリーが爵位を継承した。

## 家族
1704年7月6日、ドロシー・ライト（Dorothy Wrighte、1738年8月12日没、ネイザン・ライトの娘）と結婚、下記の子女を儲けた。
- キャサリン（1711年 – 1748年） - ライデンで教育を受けた後、1735年にジョン・ウィリアム・トリップ（John William Trip、1716年 – 1738年）と駆け落ち、1736年3月に結婚、7月には娘ペトロネラ・ヨハンナ・ウィルヘルミナ（Petronella Johanna Wilhelmina）が生まれた[4]。夫の死後、1740年1月にアムステルダム出身のヒリス・ファン・デン・ベンプデン（Gillis van den Bempden、1697年 – 1748年）と再婚した
- ハリー（1715年 – 1768年） - 第4代スタンフォード伯爵
- ドロシー（1781年没）
- ダイアナ（1780年1月13日没） - 1736年9月、ジョージ・ミドルトン（George Middleton）と結婚
- アン（1791年11月20日没） - 1744年10月、第5代準男爵リチャード・アクトン（英語版）と結婚
- ジェーン（1752年6月没） - 1738年6月、ジョージ・ドラモンド（George Drummond）と結婚
- ジョン（英語版）（1724年頃 – 1777年） - 庶民院議員